# Benigno (nome)
Benigno  è un nome proprio di persona italiano maschile.

## Varianti
- Maschile: Beneno
- Femminile: Benigna[4]

### Varianti in altre lingue
- Asturiano: Benino[5]
- Basco: Benin[5]
- Catalano: Benigne[5]
- Francese: Bénigne
- Gaelico: Beanón[6], Beinean[6], Beineón[6], Binean[6]

- Inglese: Benen[6]
- Latino: Benignus[1][2][5]
  - Femminili: Benigna[4]
- Polacco: Benigny
- Portoghese: Benigno[2]
  - Femminili: Benigna[4]

- Spagnolo: Benigno[2][3][5]
  - Femminili: Benigna[4]
- Ungherese: Benignusz

## Origine e diffusione
Deriva dal latino benìgnus (composto da bene, "bene" e gignere, "generare", da genus, "nascita", quindi il suo significato è "benevolo", "amichevole", "disposto al bene" o "che produce il bene". Il nome è stato adottato in gaelico come Beanón, anglicizzato poi in Benen, da cui deriva la variante italiana "Beneno".
È diffuso in tutta Italia ma concentrato particolarmente in Lombardia e Sardegna dove riflette il culto locale di santi con questo nome.

## Onomastico
Il nome venne portato da numerosi santi; l'onomastico può quindi essere festeggiato nei giorni seguenti:

- 13 febbraio, san Benigno, sacerdote di Todi, martire sotto Domiziano[11][12]
- 20 marzo, san Benigno di Flay, abate di Fontelle[11]
- 3 aprile, san Benigno, martire a Tomi[11]
- 20 giugno, santa Benigna, monaca cistercense, martire a Breslavia sotto i Tatari
- 28 giugno, san Benigno, vescovo di Chartres e poi vescovo di Utrecht[8][11]
- 21 luglio, san Benigno, monaco a Moyenmoutier[11]
- 26 luglio, san Benigno di Malcesine, eremita[12]
- 1º novembre, san Benigno, missionario nelle zone di Marsiglia, Autun e Digione, martire sotto Marco Aurelio[11][12]
- 9 novembre, san Benigno (o Beneno), vescovo di Armagh, successore di san Patrizio come capo della Chiesa cattolica d'Irlanda[2][11]
- 22 novembre, san Benigno, arcivescovo di Milano[12]

## Persone

Benigno Calvi

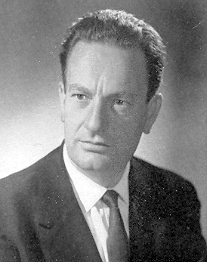
Benigno Zaccagnini

- Benigno di Armagh, vescovo santo irlandese
- Benigno di Digione, santo francese
- Benigno di Malcesine, eremita e santo italiano
- Benigno di Milano, arcivescovo e santo italiano
- Benigno Aquino III, politico filippino
- Benigno Aquino Jr., politico filippino
- Benigno Bossi, patriota italiano
- Benigno Bossi, pittore italiano
- Benigno Calvi, religioso italiano
- Cristoforo Benigno Crespi, imprenditore italiano
- Benigno Dalmazzo, calciatore italiano
- Benigno De Grandi, calciatore, allenatore di calcio e dirigente sportivo italiano
- Benigno Ferreira, giurista e politico paraguaiano
- Benigno Gutiérrez, calciatore boliviano
- Benigno Luigi Papa, arcivescovo cattolico italiano
- Benigno Zaccagnini, medico e politico italiano
- Benigno Zerafa, compositore maltese